# Cynoglossus lingua
Cá lưỡi hùm (Danh pháp khoa học: Cynoglossus lingua), tên tiếng Anh là Bengal tongue sole, là loài cá thuộc họ cá lưỡi trâu (Cynoglossidae) trong Bộ Cá bơn Pleuronectiformes phân bố ở Ấn Độ-Tây Thái Bình Dương như Malaysia, Philippines, Miến Điện, Việt Nam (Đồng bằng sông Cửu Long), Bangladesh, và từ Ấn Độ (tây Bengal) đến Pakistan. Môi trường sống của chúng là chúng sống đáy, nước lợ, nước mặn.

## Đặc điểm
Thân cá mỏng, dẹp bên, có dạng hình lưỡi. Hàm trên có dạng móc câu. Hai mắt nhỏ, nằm bên trái của đầu. Vi lưng bắt đầu từ chóp mõm, vi hậu môn dính liền phía sau vi bụng và nối với vi đuôi. Vi đuôi nhọn và dài, vi ngực thoái hoá. Vi bụng chỉ còn một vi ngằn ngay sau chỗ nối của mang. Mặt trái của cá có màu nâu xám với 7–11 sọc đen chạy ngang thân. Trên đầu có một số sọc nhỏ, mờ. Phía phải màu vàng xám đến màu vàng nâu. 